# Riu Calabar
El riu Calabar és un riu de l'Estat de Cross River, a Nigèria que corre al nord de la ciutat de Calabar, unint-se al llarg riu Cross aproximadament a 8 quilòmetres al sud. El riu Calabar forma un port natural profund prou per vaixells amb una eslora de 6 metres.
El riu Calabar fou en un temps una font important d'esclaus portats des de l'interior per ser embarcat cap a l'oest en el comerç Atlàntic d'esclaus. L'esclavatge havia estat suprimit ja el 1860, però el port de Calabar va mantenir importància per l'exportació d'oli de palma i altres productes, fins que fou eclipsat per Port Harcourt en els anys 1920. Amb la millora de carreteres a l'interior, Calabar ha recuperat importància com a port i està creixent ràpidament. El bosc humit tropical de la conca del Calabar està sent ràpidament destruïda, i la contaminació està reduint els peixos i la gamba agafats a l'estuari. Els que són agafats té un alt nivell de contaminants.

## Ubicació
El Calabar rega part dels turons Oban (Oban Hills) al Parc Nacional de Cross River.
La geologia del riu basin inclou el Pre-Cambrià massif d'Oban, uns sediments cretacis dels costats del Calabar i dels recents sediments del Delta del Níger. La conca té aproximadament 43 quilòmetres d'ample i 62 quilòmetres de llarg, amb una àrea d'1,514 quilòmetres quadrats. Antigament estava enterament coberta per bosc humit tropical.
La regió té una estació plujosa d'abril fins a octubre, durant els quals cauen el 80% de les pluja anuals, amb pics el juny i setembre.
Mitjanes de pluviositat anual de 1.830 mil·límetres. Gamma de temperatures mitjanes de 24 °C (75 °F) °C (75 °F) d'agost a 30 °C (86 °F) °C (86 °F) al febrer. La humitat relativa és alta, entre 80% i 100%. La conca té 223 corrents o afluents amb una longitud total de 516 quilòmetres.
Això és un nombre petit donat la mida de la conca. El drenatge és pobre, així que la conca és subjecte a inundacions, erosió d'escorranc i esllavissades. Un estudi de 2010 va dir que la inundació s'havia augmentat en aquests darrers anys.
El 1862 la Societat Zoològica de Londres va rebre una descripció d'un cocodril nou que es va anomenar Crocodilus frontatus que hi havia estat agafat al riu Old Calabar, amb un molt cap més ample que el Crocodilus vulgaris. Un nou ratpenat anomenat Sphyrocephalus labrosus també fou descobert a la zona.
El sistema del riu està format pel riu Cross, el Calabar, el Gran Kwa i altres afluents formant extenses planes d'inundació i zones humides i desaiguant a l'estuari del riu Cross. El sistema té una àrea calculada de 54,000 quilòmetres quadrats. L'any 2000 es van capturar aproximadament 8,000 tones de peixos i 20,000 tones de gamba. 
la gamba proporciona una forma relativament barata de proteïna a les persones de Calabar.
Els pescadors deixen les seves captures a la platja d'Alepan al riu Calabar i aquest producte és venut en els mercats circumdants.

## Comerç d'esclaus

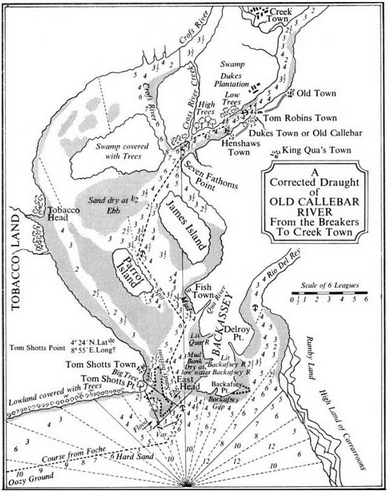
Mapa de l'estuari del riu Cross vers 1820, amb el riu Calabar al NE. No era conegut que el riu Cross era el més gran, així que l'estuari va ser anomenat pel riu Calabar.

La ciutat moderna de Calabar va ser fundat per famílies efik que havien deixat Creek Town, més amunt del riu Calabar, establint-se en la riba de l'est en una posició on eren capaços de dominar el trànsit dels vaixells europeus que ancoraven al riu, i aviat esdevenint la població més potent en la regió. El 1767 hi va haver una massacre quan les tripulacions de sis vaixells britànic esclavistes va intervenir en una disputa entre els governants de dos factories de comerç d'esclaus en el riu, Old Town i New Town (o Duke's Town): 400 homes van morir.
Akwa Akpa (Duke's Town) esdevingué un centre del comerç on els esclaus eren intercanviats per béns europeus.
A causa de peticions públiques contra el comerç d'esclaus, la Cambra dels Comuns va fer una sessió sobre la matança de 1767, el 1790.
Els britànics van prohibir el comerç d'esclaus el 1807 i va començar activament a intervenir en la supressió del comerç per vaixells d'altres nacions.
Entre 1807 i 1860 el West Africa Squadron va agafar al voltant de 1.600 vaixells implicats en el comerç esclau.
El HMS Comus apareix com el primer vaixell de guerra que va navegar amunt del riu Calabar fins a Akwa Akpa el 1815. Les seves barques van capturar set esclavistes portuguesos i espanyols amb uns 550 esclaus.
El 6 de gener de 1829 el bergantí Jules va ser capturat pel HM Eden en la barra del riu Old Calabar amb 220 esclaus a bord, que havien estat embarcats en el riu. El 26 de febrer de 1829 el Hirondelle va ser capturat pel HMS Eden a l'entrada del riu amb 112 esclaus a bord. El 5 de gener de 1835, barques del HMS Pelorus va capturar l'espanyol Minerva, el qual estava armat amb dos canons de 18 lliures i dos de 8 lliures. Les barques del vaixell havien navegat 60 milles (97 km) amunt del riu Calabar i havien preparat una emboscada. No hi va haver baixes en l'abordatge tot i que es van disparar les armes, però l'intercanvi es va concretar a les armes petites. Al vaixell hi havia uns 650 esclaus a bord.

## Història posterior
Amb la supressió efectiva del comerç d'esclaus els anys 1850, l'oli de palma i kernels de palma esdevenien les exportacions principals del riu.
Els caps d'Akwa Akpa es van col·locar sota protecció britànica el 1884.
De 1884 a 1906 Old Calabar fou la seu del Protectorat de la Costa del Níger, i després Lagos esdevingué el centre principal.
Ara anomenada Calabar, la ciutat va restar un port pel comerç de vori, fusta i productes de palma entre d'altres, fins que el 1916, quan el ferrocarril terme va ser obert a Port Harcourt, 145 km al de l'oest.
Calabar actualment ha recuperat la seva importància com a port amb la conclusió de les carreteres que proporcionen un bon accés al sud-est de Nigèria i Camerun occidental. Les exportacions inclouen producte de palma, fusta, goma, cocos, copra, i fibres.
Les indústries inclouen serradores, una fàbrica de ciment, constructors de barca i plantes per processar goma, oli de palma i menjar.
Els artesans fan artefactes de eban pels mercats turístics de Lagos.
Després de 1975 la ciutat ha estat seu de la Universitat de Calabar.
El port, i la veïna Zona de Lliure Comerç de Calabar i la Zona Lliure i Resort de Tinapa no s'han fet per problemes burocràtics, i també per un pobre subministrament d'electricitat, manca de carreteres i manca de dragar el canal del riu Calabar.

## Preocupacions mediambientals

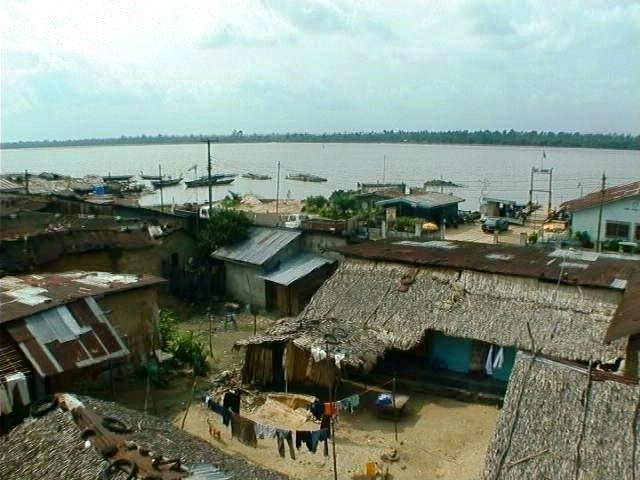
Riu Calabar 10 desembre 2005

La ciutat de Calabar limita amb el riu Calabar per l'oest, amb el riu Gran Kwa per l'est i les zones humides de l'estuari del riu Cross al sud. Només pot créixer pel nord, a l'àrea de captació del riu Calabar, i això és el que ha estat passant.
L'àrea regada pel riu Calabar estava al principi cobert per bosc tropical.
Molta part ha estat reemplaçat per agricultura, construcció de carreteres, indústries i cases per la població creixent de Calabar.
Per exemple, el Projecte de Poder Integrat Nacional cobreix una àrea gran de terra sota l'autopista Calabar-Itu a Ikot Nyong a l'Àrea de Govern Local d'Odukpani.
Un estudi de canvis d'ús de la terra a les captacions del riu Calabar entre 1967 i 2008 va mostrar que l'àrea coberta per bosc havia baixat gairebé 30% durant aquell període. El 1967, el bosc cobria gairebé 70% de l'àrea de la conca. El 2008 cobria menys del 40%, majoritàriament en el nord. Les construccions industrials van començar en els anys 1980 i ara afecta una àrea significativa. 
La Municipalitat de Calabar i Calabar Sud va tenir una població combinada de 371.000 el 2006.
La població d'Estat de Cross River ha estat creixent a un índex d'aproximadament 3% anualment des de 1991.
Índexs de creixement són considerablement més alts a la ciutat de Calabar. El govern estatal fa front a un repte seriós d'acomodar aquest creixement mentre manté nivells d'ingrés i evita el desastre ecològic.